# فوينتي بالميرا (قرطبة)
بلدية فوينتي بالميرا (بالإسبانية: Fuente Palmera)‏، هي إحدى بلديات مقاطعة قرطبة إحدى مقاطعات إسبانيا، و التي تقع في منطقة الأندلس جنوب إسبانيا.
يبلغ عدد سكانها 10.530 نسمة وفقاً لإحصائية سنة (2007).

## أعلام
- خوان لويس هينز لوريتي